# Walter Ebenhofer

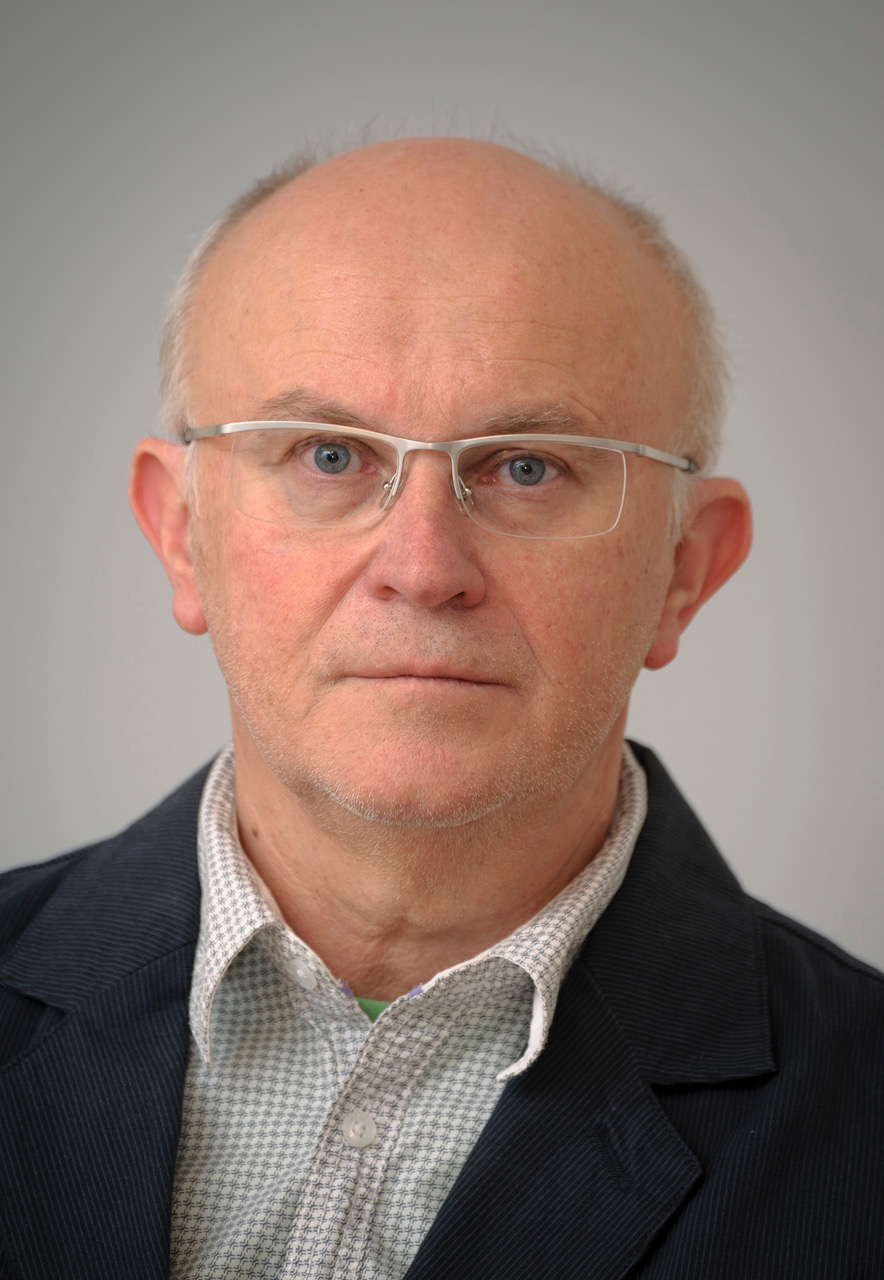
Walter Ebenhofer

Walter Ebenhofer (* 1952 in St. Valentin, Niederösterreich) ist ein österreichischer Fotograf.

## Leben und Wirken
Der in Steyr lebende und arbeitende Künstler verfügt über eine technische und eine pädagogische Ausbildung und erarbeitete sich autodidaktisch Kenntnisse in Fotografie. Bereits mit seiner ersten konzeptionell-dokumentarischen Arbeit Hochsitzobjekte. Anblick-Ausblick. eröffnete sich ihm die Möglichkeit zu Ausstellungen in öffentlichen Museen und der Zugang zu Anerkennungs- und Förderpreisen sowie mehreren Auslandsstipendien. Dem folgten Werkzyklen mit Bildmischungen und Schussbilderarbeiten mit einem präparierten Fotoapparat. Ein weiterer Schwerpunkt seiner Arbeiten bildet die Architekturfotografie.
Von 1997 bis 2001 leitete er gemeinsam mit Johannes Angerbauer-Goldhoff und Reinhold Rebhandl unter der Trägerschaft des Vereins Rohstoff – eine Kunstinitiative die Kunsthalle.tmpSteyr in Steyr.
Ebenhofer ist seit 1986 Mitglied der Künstlervereinigung MAERZ. Er ist Mitglied der Niederösterreichischen Initiative für Foto und Medienkunst FLUSS in Wolkersdorf.

## Auszeichnungen
- 1982 Anerkennungspreis für bildende Kunst des Landes Niederösterreich
- Förderungspreis des Landes Niederösterreich
- 1987 1. Platz beim 7. Römerquelle-Kunstwettbewerb
- 1995 Kulturpreis des Landes Oberösterreich für Fotografie

## Werke

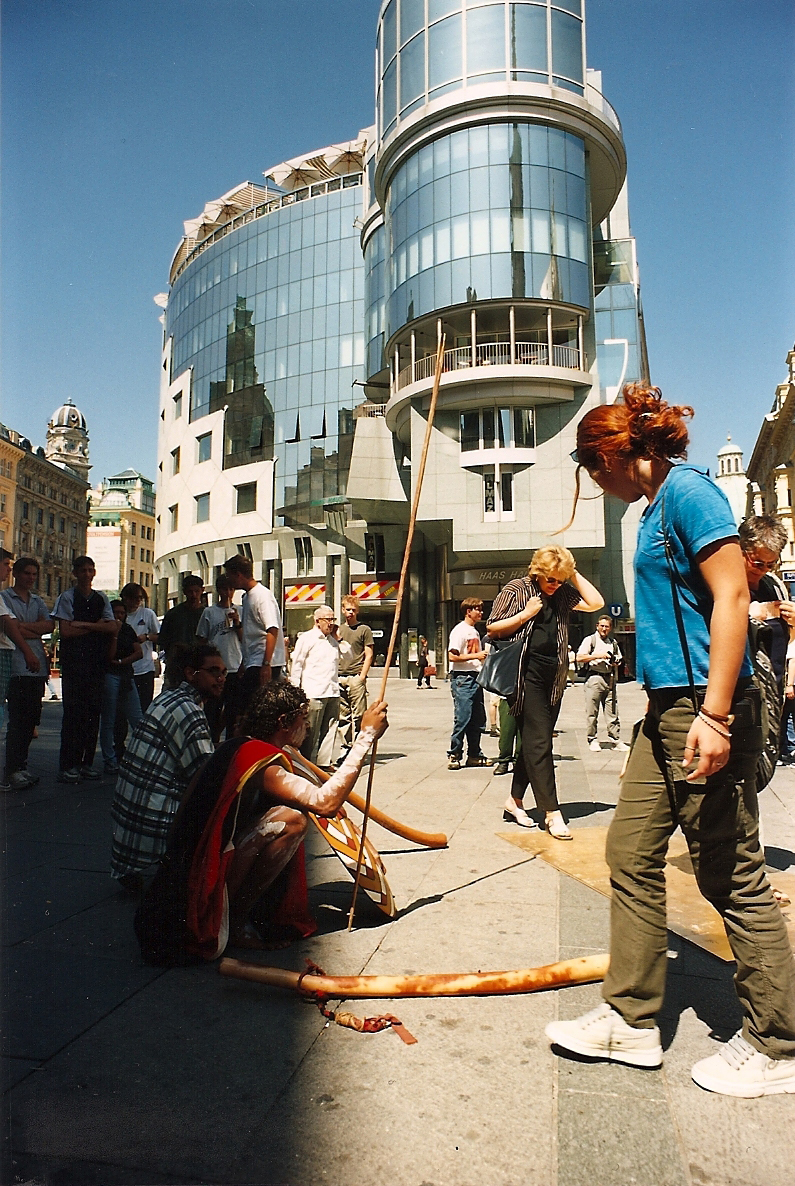
We Are One - We Are Many. Sozial Gold Performance mit Johannes Angerbauer-Goldhoff am Wiener Stephansplatz, 19. Juni 2000

Werke Ebenhofers befinden sich im Alten Rathaus in Linz, im Lentos Kunstmuseum Linz, im Landeskrankenhaus Steyr und in der Kunstsammlung des Landes Oberösterreich.

## Ausstellungen
Einzelausstellungen
- 1987 Aspekte künstlerischer Photographie des 20. Jahrhunderts aus der Sammlung der Neuen Galerie der Stadt Linz
- 1987 Felsenbilder der Alpenregion. Nordico
- 1990 Bildmischung, Kammerhof-Galerie, Gmunden
- 1991 Bildmischung. Hochsitzobjekte. Anblick-Ausblick. Neue Galerie der Stadt Linz
- 1993 Konversion. Galerie März
- 2022 Wolkenschaften. Prevenhuberhaus[4]

Gemeinschaftsausstellungen
- 1982 Museum moderner Kunst Wien
- 1983 Landesmuseum Niederösterreich
- 1983 Österreichische Photographie 1982, Galerie im Traklhaus, Salzburg
- 1987 Vereinigung bildender Künstlerinnen Österreichs, Wiener Secession, Wien
- 1987 Neue Galerie der Stadt Linz
- 1992 Das andere Mittelalter - Emotionen, Rituale und Kontraste Kunsthalle Krems
- 2004 Drei Positionen konzeptueller Fotografie. Walter Ebenhofer, Bernhard Fuchs, Tim Otto Roth, Galerie März
- 2005 Lebenswelten. Heinz Cibulka, Elisabeth Czihak, Ricarda Denzer, Walter Ebenhofer, Heinz Grosskopf, Leo Kandl, Wolfgang Pavlik, Lentos Kunstmuseum Linz
- 2008 Mit zahlreichen anderen: Lichtspuren. Fotografien aus der Sammlung. Lentos Kunstmuseum Linz
- 2009 Linz Blick. Stadtbilder in der Kunst 1909 bis 2009. Lentos Kunstmuseum Linz

## Publikationen
- Foto.Räume. Tragische Synchronismen. Mit dem Text Rhizom. von Peter Zawrel, Ausstellungskatalog, Blau-Gelbe Galerie, Wien 1989, ISBN 3-85460-003-8.
- Bildmischung. Mit dem Text Augenblicke von Vilém Flusser, edition neue texte, Verlag Droschl, Graz 1991, ISBN 3-900292-64-7.
- mit Waltraud Seidlhofer: 7-Stern. Fotografien aus der Sammlung Gerda und Erich Walter. Ausstellungskatalog. Weitra 1991, ISBN 3-900878-61-7.
- Schubladen mit Hund. Text von Martin Hochleitner, Galerie im Stifterhaus Linz 2000, und Galerie im Traklhaus Salzburg, ISBN 3-85483-022-X.
- mit Reinhold Rebhandl und Elke Schuster: warm up Kunsthalle.TMP Steyr. 1997–2001. Dokumentation über das fünfjährige Ausstellungsgeschehen. Herausgegeben von Vereom Rohstoff, eine Kunstinitiative. Steyr, Weitra 2001, ISBN 3-85252-514-4.